# 麥偉年
麥偉年教授（Prof. Mark Williams），生於英國，香港事務律師，香港選舉委員會法律界代表，也是公民黨創黨黨員、執委會成員，曾為香港理工大學會計及金融學院法律系教授，現為墨爾本大學法學院教授。
麥畢業於布里斯托爾大學及倫敦大學，在英國及香港兩地均持有事務律師資格。1996年移居香港，專研香港及中國的商業法，並著有關於香港、台灣及中國公平競爭法的專書。他對東亞地區的經濟法律議題有深入研究，經常就公平競爭法的相關議題為多國政府提供意見，以及撰寫文章。他現時正與湯家驊、余若薇等合作，共同推動香港訂定公平競爭法、以及電訊及能源市場規管模式的改革。